# بييرلويجي كازيراغي
بييرلويجي كازيراغي (Pierluigi Casiraghi)، (مواليد منزا في 4 مارس 1969)، لاعب كرة قدم إيطالي سابق، ومدرب كرة قدم حالي.
بدأ مسيرته الكروية مع نادي مونزا في عام 1985، ولعب معهم حتى عام 1989، وشارك معهم في 94 مباراة وسجل 28 هدف، وفي عام 1989 انتقل إلى نادي يوفنتوس، ولعب معهم حتى عام 1993، وشارك معهم في 98 مباراة وسجل 20 هدف، وفي عام 1993 انتقل إلى نادي لاتسيو، ولعب معهم حتى عام 1998، وشارك معهم في 140 مباراة وسجل 42 هدف، وفي عام 1998 انتقل إلى نادي تشلسي الإنجليزي، ولعب معهم حتى عام 2000، وشارك معهم في 10 مباريات وسجل هدف واحد.
و قد لعب مع منتخب إيطاليا لكرة القدم بين عامي 1991 و1997، وشارك معهم في 44 مباراة وسجل 13 هدف.
و في موسم 2002/2003 درب فريق الشباب في نادي مونزا، وفي عام 2003 درب نادي لنيانو، ومنذ عام 2006 وهو يدرب منتخب إيطاليا لكرة القدم لتحت 21 سنة.

## مسيرته الكروية
لعب بييرلويجي كازيراغي خلال مسيرته الاحترافية مع 4 أندية في خمسة عشر موسمًا وسجل خلالها 90 هدف ضمن 342 مباراة. حيث فاز في ثلاثة مواسم بالكأس ولم يفز بأي دوري.
خاض بييرلويجي كازيراغي مسيرته مع نادي مونزا في موسم 1985–86 ليلعب معه أربعة مواسم، مشاركًا في 94 مباراة سجل خلالها 28 هدفًا. ثم انتقل إلى نادي يوفنتوس في موسم 1989–90 ليلعب معه أربعة مواسم، حيث شارك في 98 مباراة سجل خلالها 20 هدف. لينتقل بعدها إلى نادي لاتسيو في موسم 1993–94 ليلعب معه خمسة مواسم، مشاركًا في 140 مباراة سجل خلالها 41 هدفًا. ثم انتقل إلى نادي تشيلسي في موسم 1998–99 ولمدة موسمين، مشاركًا في 10 مباريات سجل خلالها هدفًا واحدًا.

## روابط خارجية
- بييرلويجي كازيراغي على موقع IMDb (الإنجليزية)

- بييرلويجي كازيراغي على موقع الاتحاد الدولي (مؤرشف)  (الإنجليزية)
- بييرلويجي كازيراغي على موقع الاتحاد الأوربي (الإنجليزية)
- بييرلويجي كازيراغي على موقع قاعدة بيانات كرة القدم.إي يو (الإنجليزية)
- بييرلويجي كازيراغي على موقع ناشيونال فوتبول تيمز (الإنجليزية)
- بييرلويجي كازيراغي على موقع عالم كرة القدم.نت (الإنجليزية)
- بييرلويجي كازيراغي على موقع كووورة
- بييرلويجي كازيراغي على موقع أوليمبيديا (الإنجليزية)